# Râul Iagorlâc
Râul Iagorlâc (de la turcescul eğrilik – curbură, un râu șerpuit) este un afluent de stânga al fluviului Nistru, care curge prin Ucraina și Republica Moldova. Izvorăște de pe versanții sudici ai Podișului Podoliei, la est de satul ucrainean Slobidka, și se revarsă pe malul stâng al fluviului la kilometru 371 de la gura de vărsare, lângă satul Goian.
Lungimea râului este de 77 km, iar cota izvorului se află la 142 m. deasupra nivelului mării.

## Bazin
Bazinul râului este situat în partea sud-vestică a Podișului Podoliei și se caracterizează printr-un relief deluros, dealurile fiind succedate de depresiuni, orientate de-a lungul râurilor. Bazinul Iagorlâcului este bogat în calcare nisipoase și calcare cochilifere, acoperite cu o cuvertură de loess, argile leossoidale și luturi, cu soluri de cernoziom. Cea mai mare parte a bazinului râului Iagorlâc este valorificată sub terenuri agricole, și doar partea superioară a râului este împădurită.

## Valea râului
Valea râului nu este șerpuită, având forma V-ului latin, cu o lățime medie de 1,4–1,8 km. Lunca este bilaterală, cu lățimea de 100–200 m. Suprafața văii este netedă, uscată, cu vegetație de pajiște. În locurile unde se resimte remuul apei de la lacurile de acumulare, lunca este înmlăștinită, cu stufărișuri și desișuri de arbuști.
Albia este puțin șerpuitoare, fără ramificații, cu lățimea de 0,5–2,0 m, până la satul Doibani, prezintă un șir de bălți, legate de un fir de apă.
La gura râului, pe malul stâng al Nistrului, este situată Rezervația științifică Iagorlâc, înființată în anul 1988.